# Галицько-Буковинське генерал-губернаторство
Галицько-Буковинське генерал-губернаторство — тимчасова адміністративно-територіальна одиниця, створена урядом Російської імперії наприкінці 1914 року на завойованих російськими військами землях Галичини, Буковини і Посяння з центром у місті Чернівці.

## Історія
Генерал-губернаторство існувало в 1914—1917 роках і поділялося на Львівську, Перемиську, Тернопільську і Чернівецьку губернію. Очолювали Галицько-Буковинське генерал-губернаторство російські військові генерал-губернатори Георгій Бобринський у 1914—1915 роках і Федір Трепов у 1916—1917 роках.
Одним з основних завдань російської окупаційної адміністрації стало нищення українства в усіх його проявах — політичному, релігійному і культурному. Проводячи цілеспрямовану антиукраїнську політику, російська окупаційна влада закривала українські школи, періодичні видання, друкарні. Було заборонено продавати і позичати в бібліотеках книжки українською мовою, вводилися обмеження на вживання української мови й робилися спроби запроваджувати в школах викладання російською мовою.
За постановою російського генерал-губернатора відбувалися масові депортації української інтелігенції в глиб Росії. В перші місяці окупації було заарештовано 1200 і вислано 578 чоловік. Особливо сильних репресій зазнала Українська греко-католицька церква, сотні священиків якої було депортовано до Росії. 2 вересня 1914 року було заарештовано і вивезено спочатку до Курська, а пізніше до суздальської в'язниці митрополита Андрея Шептицького.
В червні 1915 року, відступаючи, російські війська взяли заручниками близько 700 провідних українських, єврейських і польських діячів. Російський політик Павло Мілюков, виступаючи у Державній Думі, розцінив політику російської адміністрації у Галицько-Буковинському генерал-губернаторстві як «європейський скандал».
Наприкінці літа 1916 року Галицько-Буковинське генерал-губернаторство очолив генерал Федір Трепов. Край було поділено на дві губернії — Чернівецьку (губернатор Лігін) і Тернопільську (губернатор І·Чарторизький).
22 квітня 1917 року крайовим комісаром Галицько-Буковинського генерал-губернаторства з правами генерал-губернатора Тимчасовий уряд призначив Дмитра Дорошенка.
В серпні 1917 року внаслідок відступу російських військ з західноукраїнських земель Галицько-Буковинське генерал-губернаторство було ліквідовано.